# Aeroporto di Canton-Baiyun
L'Aeroporto di Canton-Baiyun Cinese semplificato: 广州白云国际机场; pinyin: Guǎngzhōu Báiyún Guójì Jīchǎng) (IATA: CAN, ICAO: ZGGG) è il principale scalo aeroportuale della città di Canton, (Cina).
Situato nel distretto di Huadu, nei pressi della periferia della città di Canton, è il più importante aeroporto della Cina meridionale. L'impianto, terminato nel 2004, è hub della principale compagnia della Cina del Sud, China Southern Airlines.
Costato 18,9 miliardi di yuan, il progetto ambizioso include inoltre la costruzione del secondo terminal nel 2009. Con la fine della costruzione, si prevede che i passeggeri ammonteranno nel 2020 a oltre 80 milioni.

## Terminal
Terminal 1voli nazionali, internazionali e cargo.
Terminal 2in fase di progettazione.